# 捷運
捷運，全名為大眾捷運系統，該詞源於臺灣對於英語（簡稱）的中文翻譯，在多數場合可同義於地鐵，為鐵路運輸的一種形式。
主要使用「捷運」之名的是臺灣各都會區的都市軌道運輸系統。美國舊金山及新加坡等地的地鐵系統及其管理單位亦稱作。

## 歷史
就如同地鐵或德語的U-Bahn一樣，臺灣的「捷運」一詞會擴大解釋為都市軌道運輸系統的通稱，如臺灣鐵道學者蘇昭旭的《世界捷運與輕軌圖鑑》一書。
中華民國政府使用「捷運」一詞頒佈《大眾捷運法》後，由於其施行後營運之各大眾捷運系統有效改善了都市交通，使得「捷運」一語逐漸流行，並擴張應用在許多不適用該法的交通設施。而臺鐵亦有名為「臺鐵捷運化」的路線改善計畫，期望以都會地區路段增班、增站、提速等方式提高服務品質。
立法院交通委員會於2013年通過《大眾捷運法》部分條文修正草案，將輕軌運輸系統納入《大眾捷運法》規範。
「地鐵」是另一個經常與捷運相提並論的名詞，世界各國許多城市的類似系統都是採地下化為主的鋪設方式，因此雖然習慣以「地下鐵路」稱呼之，但實際上卻並非全部都在地下運行（事實上，大部分的地鐵系統在離開市中心的人口稠密區後，都會改為地面行駛以節省建造成本）。但並不是所有行走於地下的鐵路運輸系統都被歸類為「捷運」，例如臺鐵在都會地區路段進行的交通立體化工程，被以「鐵路地下化」稱之。因此，臺灣社會習慣將境內的地鐵系統稱為「大眾捷運系統」，即「捷運」，以避免與字面上的「地下鐵路」混淆或不符實情的狀況。

## 種類與特性

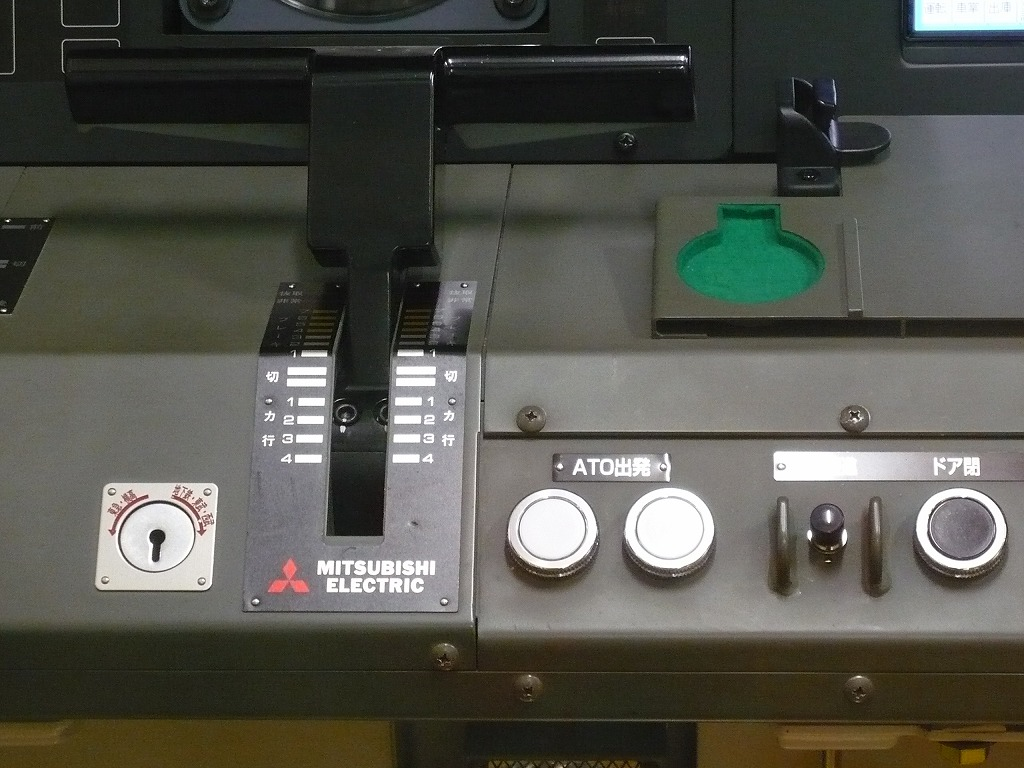
從八十年代後，不少新建的捷運系統有自動駕駛ATO，例如2008年開通的東京地下鐵副都心線

在蘇昭旭與張有恆著作的《現代軌道運輸》中，依據張有恆的定義 ，所謂「大眾捷運系統」通常具有下列之特性：
- 採用電力牽引。
- 行駛A型專用路權：不受地面交通干擾，並可串連列車行駛。
- 大運輸量：20000～60000人次/小時/單方向。
- 行車速度快：平均時速30～40公里最高時速可達80公里以上。
- 行車自動化：多半具有ATP，甚至ATO。
- 服務水準高：班次密集，最高可1～2分鐘班一次，可提供舒適、準點、便捷及安全之服務。

輕軌與捷運均屬於大眾捷運系統，同屬都市軌道運輸，根據中華民國交通部的定義，大眾捷運系統的分類主要依載具運量能量分為高運量、中運量及低運量三種分類方式，其級距分別為二萬、五千及五千以下。
| 種類   | 運量(人次/小時/單方向) | 名稱                                          | 車輪型式    | 專用路權 | 例如 |
| ------ | ---------------------- | --------------------------------------------- | ----------- | -------- | --- |
| 高運量 | 20,000以上             | 鐵路捷運（Rail Rapid Transit; RRT）           | 鋼輪        | 是       | 台北捷運（松山新店線、中和新蘆線、淡水信義線、板南線）、高雄捷運（紅線、橘線）、倫敦地鐵、港鐵、上海地鐵、烏魯木齊地鐵               |
| 高運量 | 20,000以上             | 區域通勤鐵路（Regional Rail; RGR）            | 鋼輪        | 是       | 巴黎RER、德國S-Bahn、日本私鐵 |
| 高運量 | 20,000以上             | 膠輪捷運（Rubber-tyred Rapid Transit; RTRT）  | 膠輪        | 是       | 巴黎地鐵、滿地可地鐵、札幌市營地下鐵                                                                                                 |
| 中運量 | 5,000~20,000           | 輕軌捷運（Light Rail Rapid Transit; LRRT）    | 鋼輪        | 是       | 德國Stadtbahn、倫敦道克蘭輕軌、澳門輕軌                                                                                              |
| 中運量 | 5,000~20,000           | 自動導引捷運（Automated Guided Transit; AGT） | 膠輪/曳纜式 | 是       | 台北捷運文湖線、廣島新交通Astram、法國VAL、新加坡輕軌                                                                                |
| 中運量 | 5,000~20,000           | 單軌捷運（Monorail）                          | 膠輪        | 是       | 跨座式：重慶軌道交通2號線、重慶軌道交通3號線、東京單軌電車、沖繩都市單軌電車懸掛式：湘南單軌電車、千葉都市單軌電車、烏帕塔爾懸空纜車 |
| 中運量 | 5,000~20,000           | 磁浮捷運（Maglev）                            | 磁懸浮      | 是       | 東部丘陵線、上海磁浮示范运营线、长沙磁浮快线、北京地鐵S1線、仁川機場磁浮線                                                           |
| 低運量 | 5,000以下              | 輕軌運輸（Light Rail Transit; LRT）           | 鋼輪/膠輪   | 否       | 富山港線、高雄輕軌、淡海輕軌、安坑輕軌、香港輕鐵                                                                                     |

## 現況發展

### 營運中
- 臺北捷運系統，營運機構為臺北大眾捷運股份有限公司。
- 高雄捷運系統，營運機構為高雄捷運股份有限公司。
- 桃園捷運系統，營運機構為桃園大眾捷運股份有限公司。
- 新北捷運系統，營運機構為新北大眾捷運股份有限公司。
- 臺中捷運系統，營運機構為臺中捷運股份有限公司。

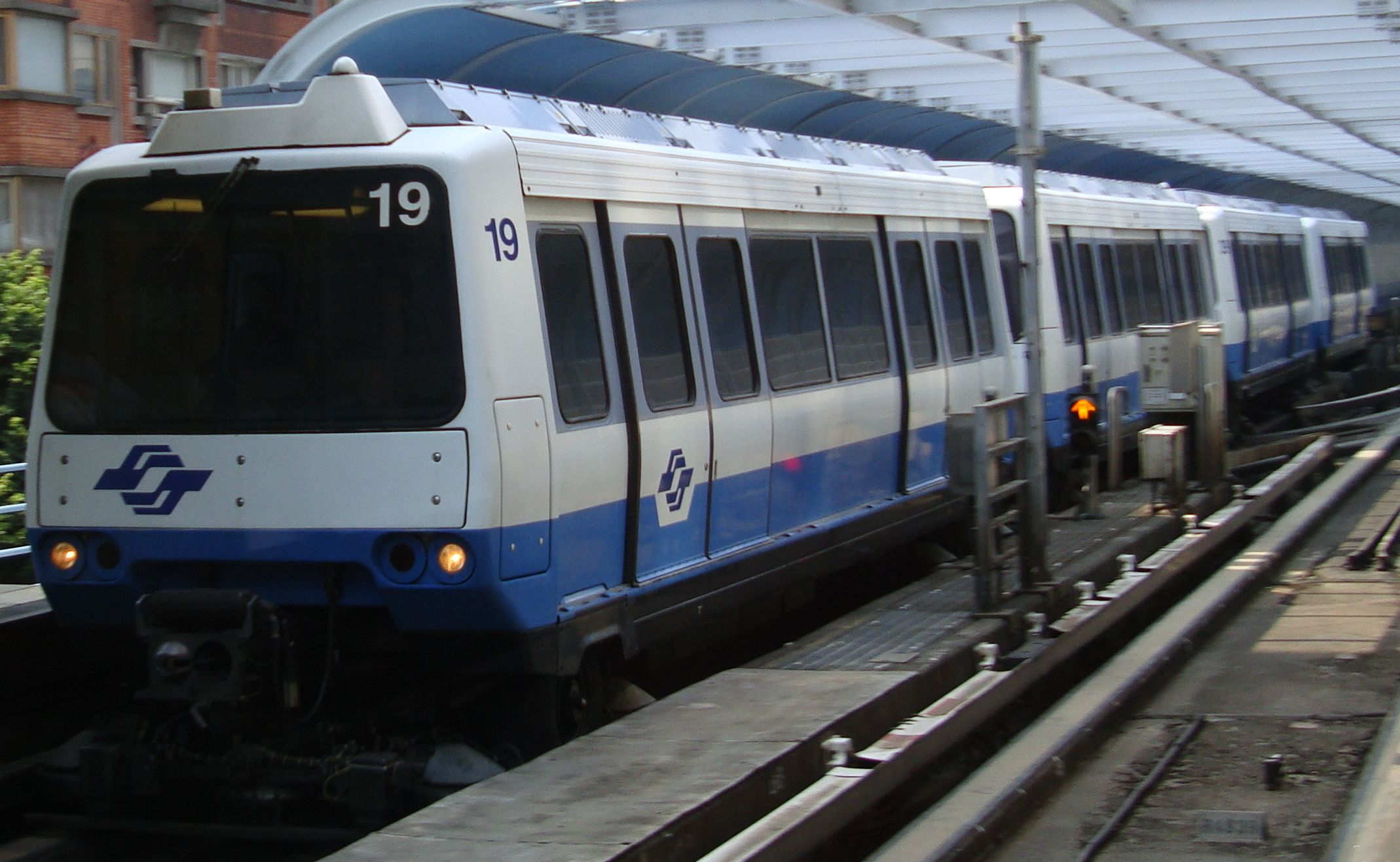
台北捷運中運量VAL256型列車
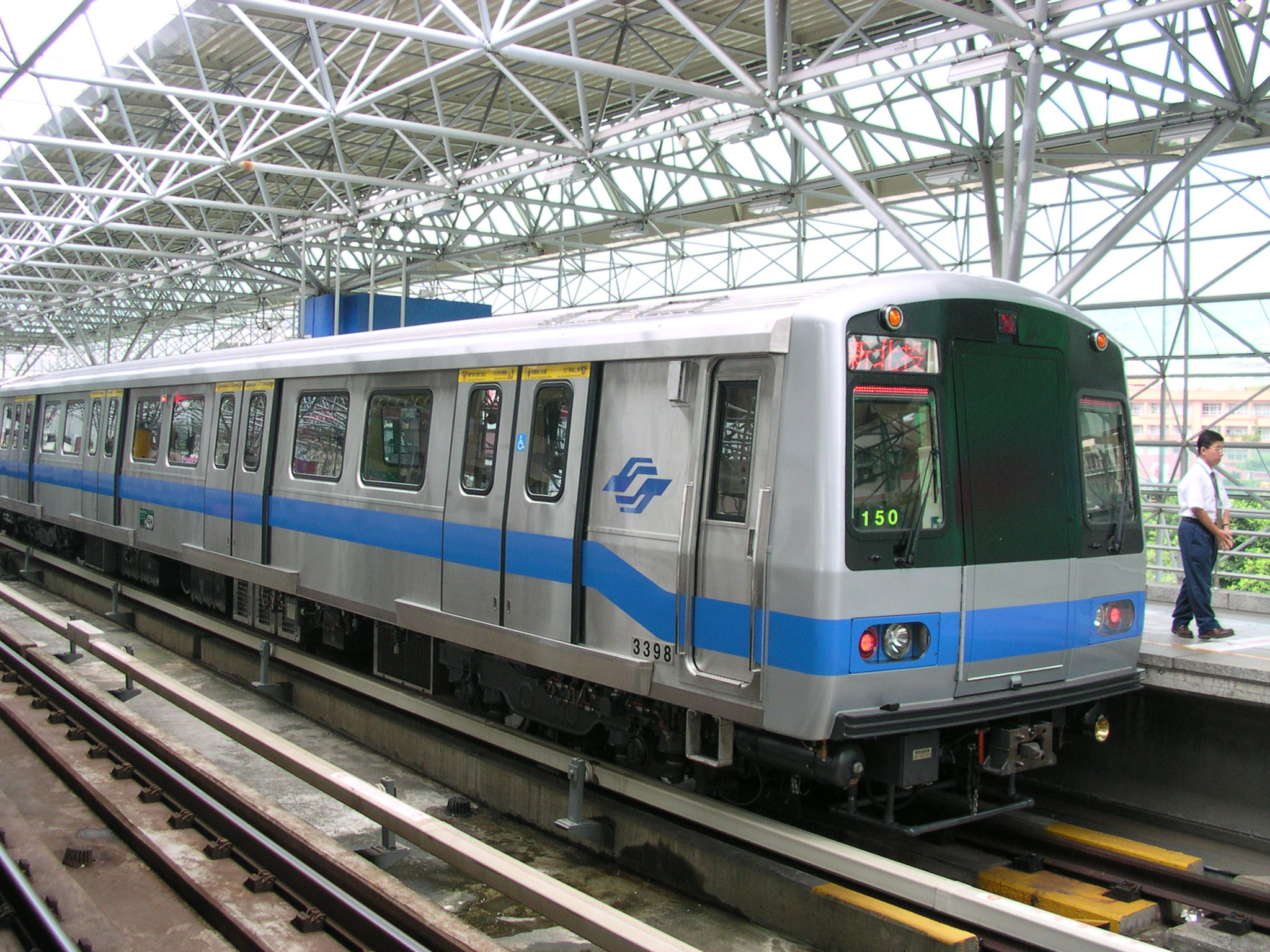
台北捷運高運量C371型列車
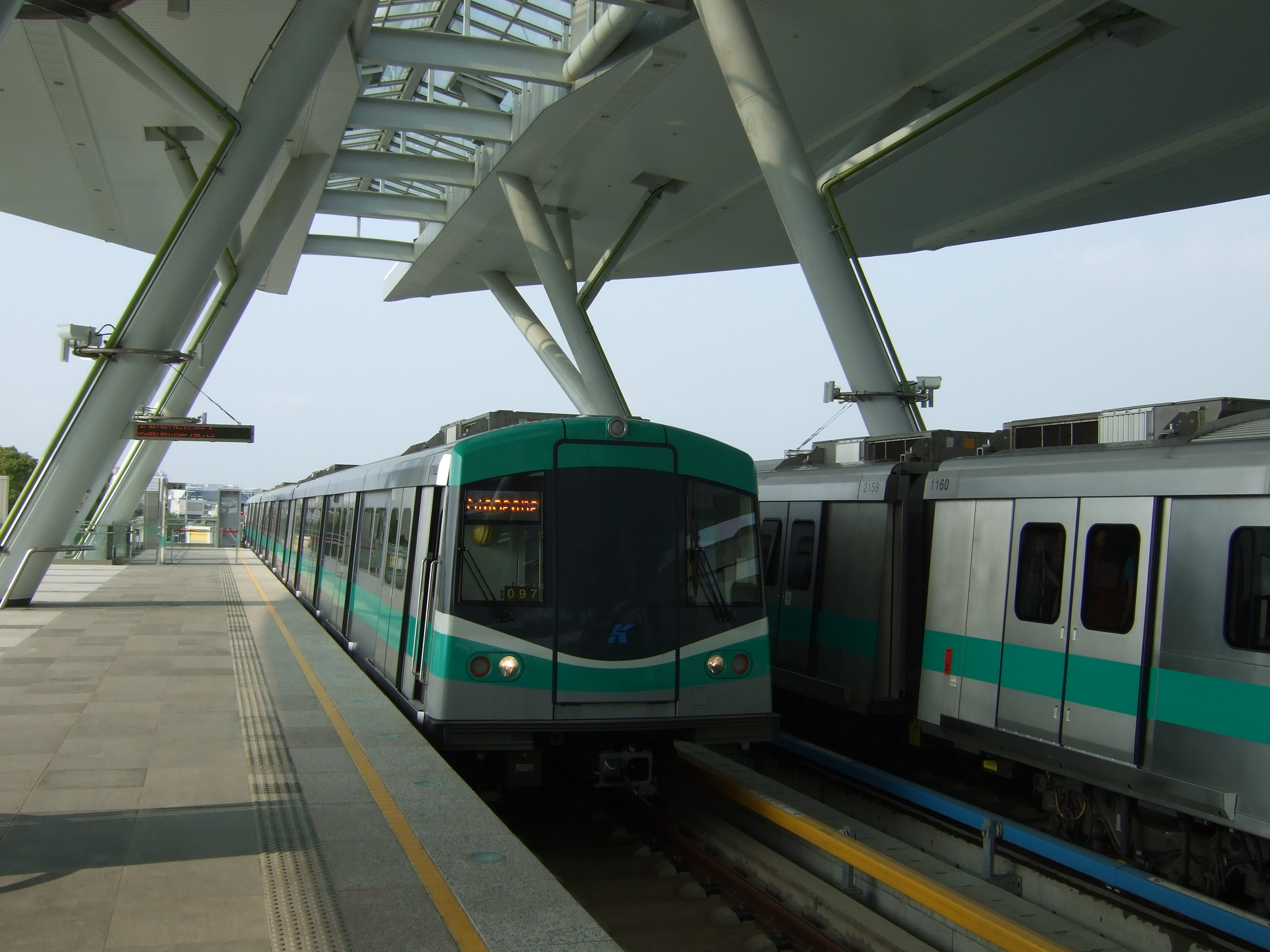
高雄捷運紅線高運量西門子列車
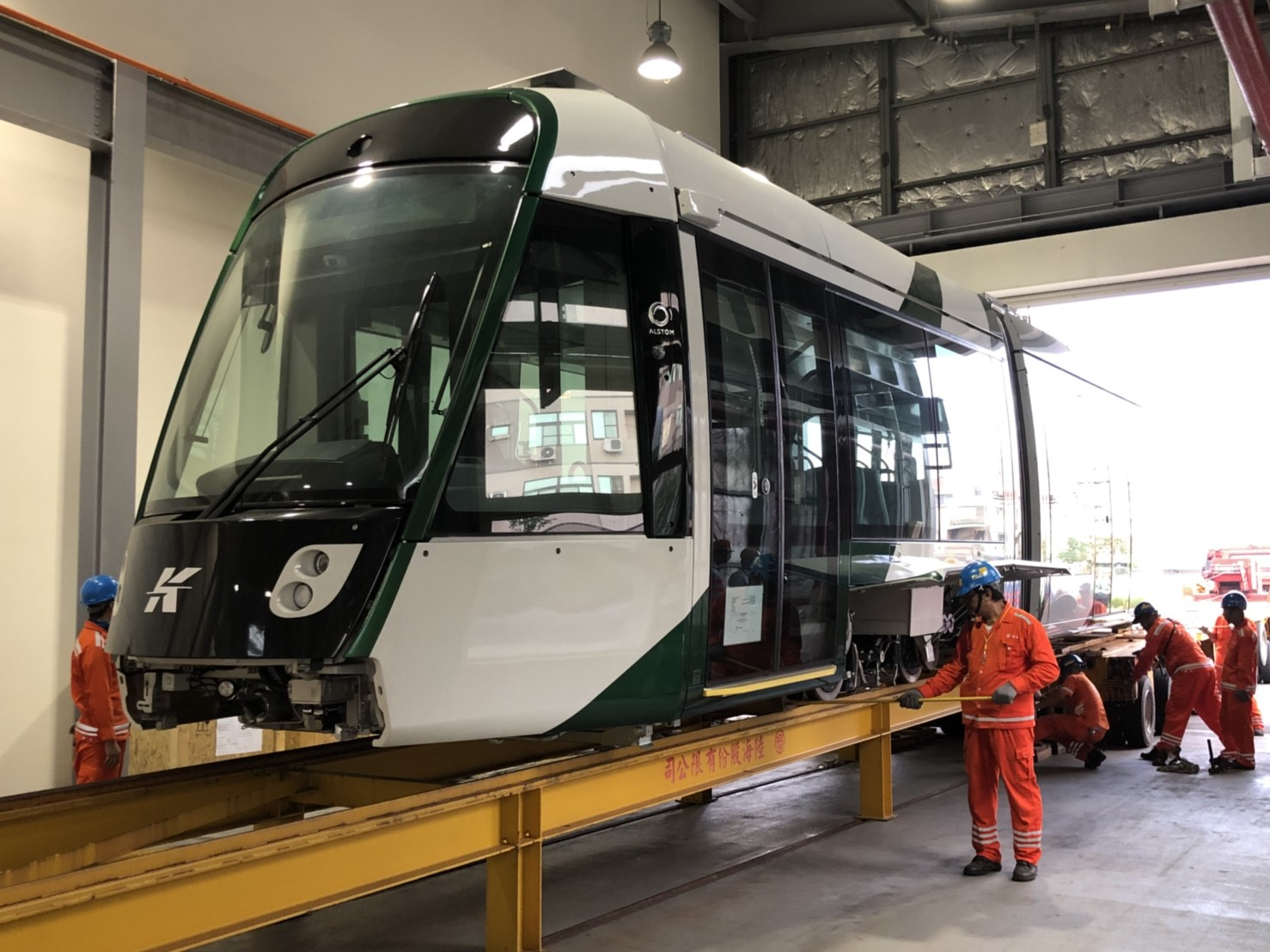
高雄捷運環状輕軌阿爾斯通Citadis 305列車
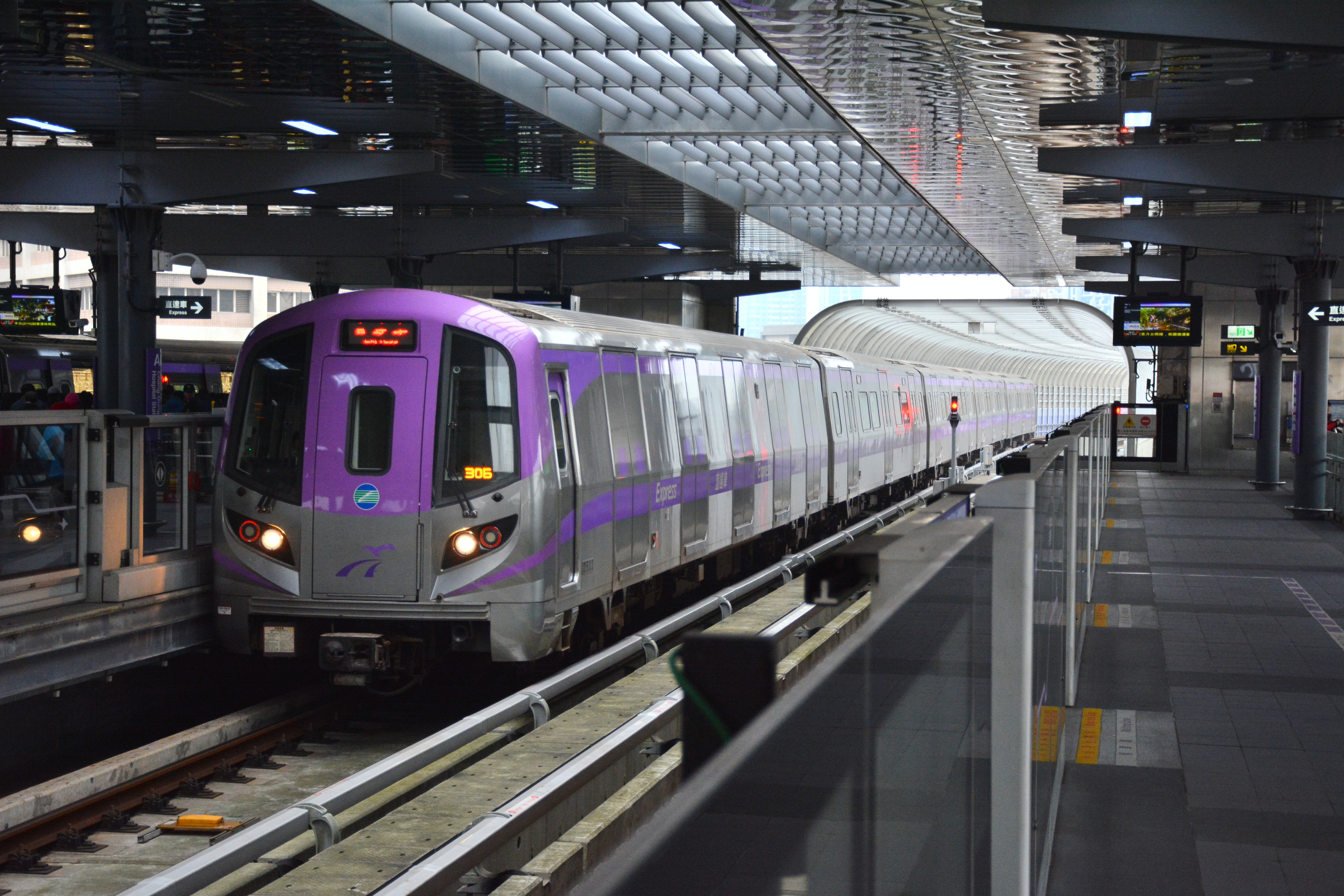
桃園捷運桃園國際機場線2000型電聯車
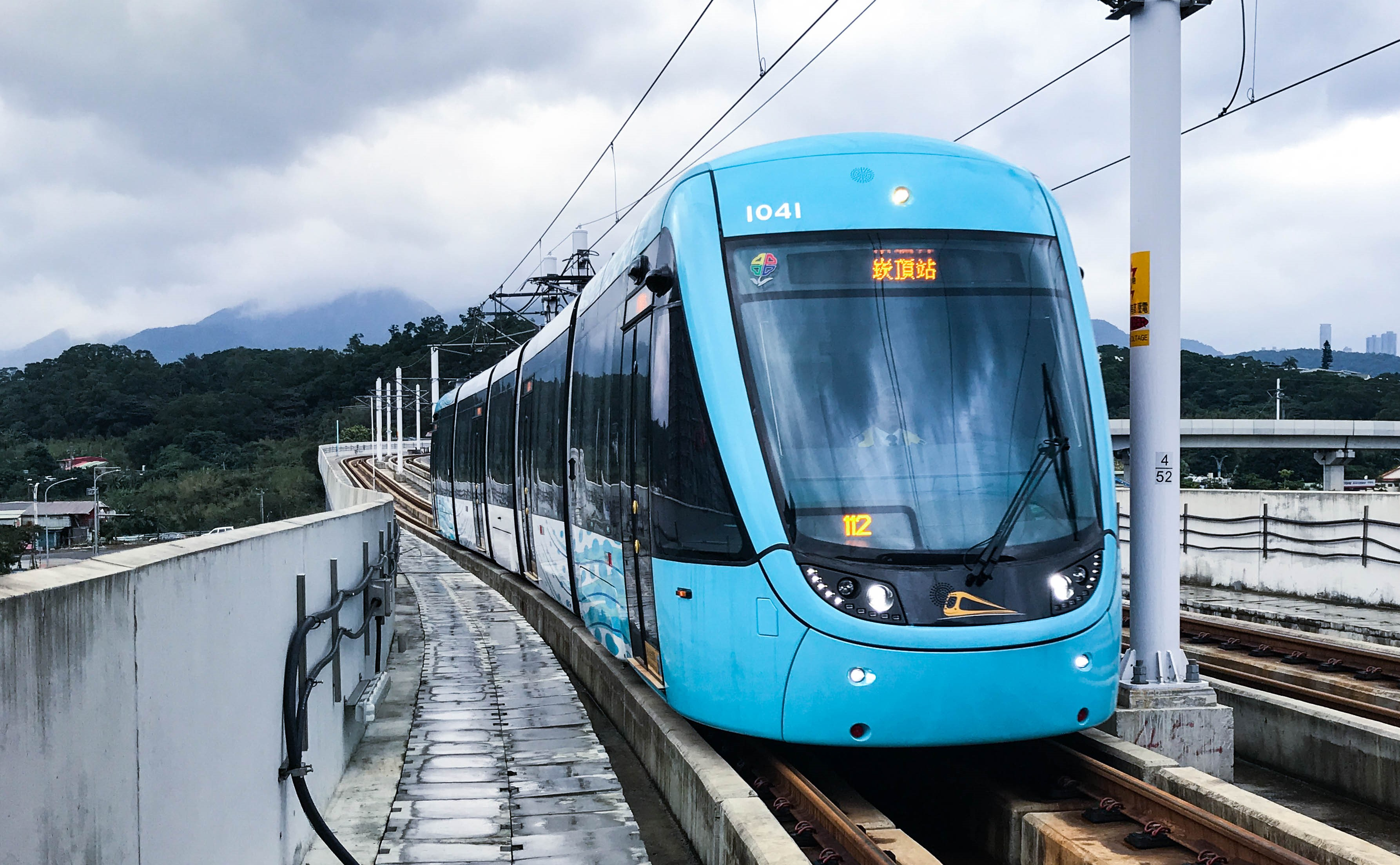
新北捷運淡海輕軌電聯車
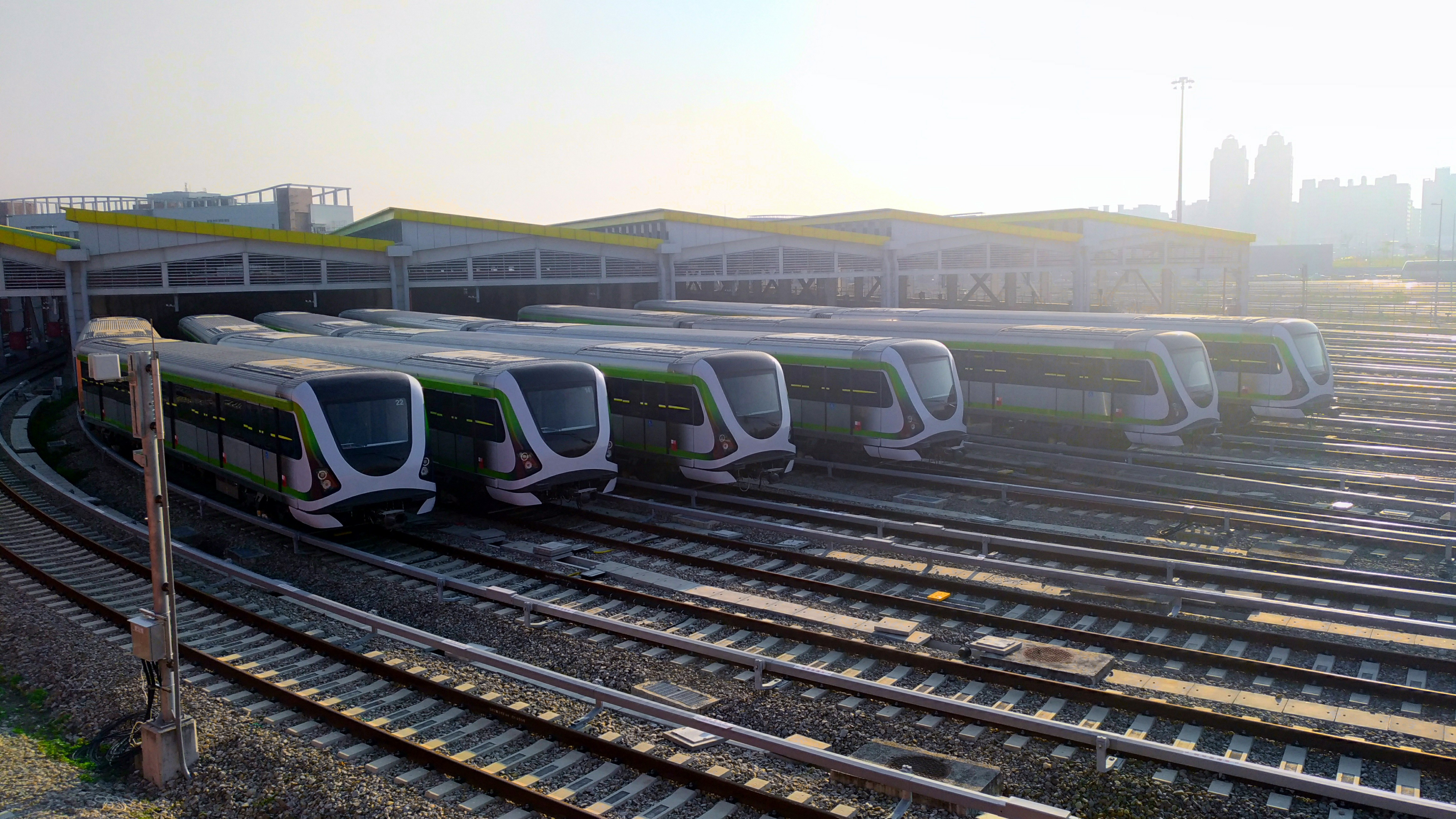
日本川崎重工及台灣車輛共同承造的台中捷運綠線中運量列車
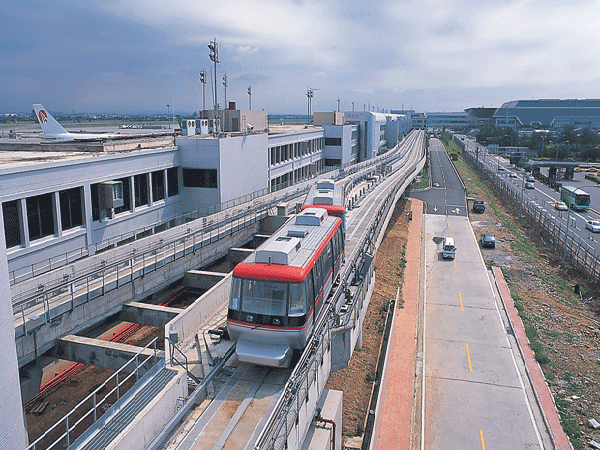
桃園國際機場的航廈電車 PMS

### 規劃中
- 臺南捷運系統
- 新竹捷運系統
- 基隆捷運系統
- 嘉義捷運系統
- 彰化捷運系統
- 屏東捷運系統

### 台灣以外以捷運作為官方名稱的系統
- 上海浦东国际机场捷運系統，營運機構為上海申凯公共交通运营管理有限公司。
- 烏魯木齊天山機場捷運系統，營運機構為新疆烏魯木齊城市軌道交通公司。
- 清奈捷運（Chennai Mass Rapid Transit System）
- 雅加達捷運（Jakarta Mass Rapid Transit）
- 巴生谷捷運（Klang Valley Mass Rapid Transit，馬來西亞捷運公司所有）
- 新加坡捷運（Mass Rapid Transit）
- 曼谷捷運（Metropolitan Rapid Transit）
- 馬尼拉捷運（Manila Metro Rail Transit）
- 舊金山灣區捷運（Bay Area Rapid Transit）

### 概念
- 臺鐵捷運化（臺鐵仿效捷運概念施行的營運改善計畫）
- 地鐵
- 輕軌系統
- 城市軌道交通系統
- 捷運車站
- 地鐵列表
- 機場聯絡軌道交通列表

### 台湾
- 臺灣捷運系統
- 臺灣機場聯絡軌道交通列表
- 台北捷運車站列表
- 新北捷運車站列表
- 桃園捷運車站列表
- 臺中捷運車站列表
- 臺南捷運車站列表
- 高雄捷運車站列表
- 淡海轻轨

### 中国大陆
- 北京地鐵車站列表
- 上海地鐵車站列表
- 廣州地鐵車站列表
- 深圳地鐵車站列表
- 南京地鐵車站列表
- 天津地铁车站列表
- 郑州地铁车站列表
- 武漢地鐵車站列表
- 成都地鐵車站列表
- 杭州地鐵
- 寧波軌道交通車站列表
- 哈爾濱地鐵
- 青島地鐵
- 沈阳地铁
- 重慶地鐵
- 西安地鐵
- 烏魯木齊地鐵
- 昆明地鐵
- 長春地鐵
- 蘭州地鐵
- 石家莊地鐵
- 濟南地鐵
- 貴陽地鐵
- 南寧地鐵
- 長沙地鐵
- 廈門地鐵
- 紹興地鐵
- 蘇州地鐵
- 常州地鐵
- 太原地鐵

### 香港
- 港铁车站列表
  - 香港輕鐵車站列表

### 东南亚
- 新加坡地铁车站列表
- 吉隆坡地铁

### 欧美国家
- 聖彼得堡地鐵車站列表
- 慕尼黑地铁车站列表
- 哥本哈根地铁车站列表
- 基辅地铁车站列表
- 莫斯科地铁车站列表
- 第比利斯地铁车站列表
- 倫敦地鐵車站列表
  - 码头区轻轨铁路车站列表
  - 倫敦地鐵廢站及未啟用車站列表（英语：List of former and unopened London Underground stations）
- 北美洲地鐵列表（英语：List of North American rapid transit systems by ridership）
  - 溫哥華架空列車車站列表
  - 蒙特婁地鐵車站列表
  - 多倫多地鐵車站列表
  - 美國地鐵列表
    - 舊金山灣區捷運系統車站列表
    - 美国轻轨列表（英语：List of United States light rail systems by ridership）

## 延伸閱讀
- 張, 志榮. . 天津大學出版社. 1994年. ISBN 9789575750350.
- 張, 有恆. . 華泰文化. 2018年. ISBN 9789869531276.
- 張, 有恆. . 華泰文化. 2017年. ISBN 9789869362948.
- 張, 有恆; 蘇, 昭旭. . 人人出版. 2002年. ISBN 9867916123.
- 楊, 子葆. . 木馬文化. 2004年. ISBN 9867475224.
- 沈, 龍利; 許, 浚嘉. . 秀威出版. 2010年. ISBN 9789862214473.
- 蘇, 昭旭. . 人人出版. 2009年. ISBN 9789866435133.
- 蘇, 昭旭. . 人人出版. 2017年. ISBN 9789864610877.
- 黃國倫，〈軌道運輸與環境控制〉，《土木水利，第34卷第3期》，2007年6月。
- 黃國倫，〈列車進入長隧道之微波噪音分析 （页面存档备份，存于）〉，《中興工程第97期》，2007年10月。

## 外部連結
- 臺北捷運公司官網 （页面存档备份，存于） （繁體中文）（英文）（日語）
- 高雄捷運公司官網 （页面存档备份，存于） （繁體中文）（英文）（日語）
- 桃園捷運公司官網 （页面存档备份，存于） （繁體中文）（英文）（日語）
- 新北捷運公司官網 （页面存档备份，存于） （繁體中文）
- 台中捷運公司官網 （页面存档备份，存于） （繁體中文）